# 大齒樹鬚魚
大齒樹鬚魚為輻鰭魚綱鮟鱇目棘茄魚亞目鬚角鮟鱇科的其中一種，發現於中東太平洋的巴拿馬灣及中西大西洋海域，屬深海魚類，雌魚體長可達9.2公分，雄魚體長可達2.2公分，屬肉食性，雄魚寄生在雌魚身上。

## 擴展閱讀
維基物種上的相關：大齒樹鬚魚